# Congreso de Viena
El Congreso de Viena fue un encuentro internacional celebrado en la capital del Imperio Austríaco, entre el 18 de septiembre de 1814 y el 9 de junio de 1815, convocado con el objetivo de restablecer las fronteras de Europa tras la derrota de Napoleón Bonaparte y reorganizar las ideologías políticas del Antiguo Régimen. 
Así pues, su intención era retornar Europa a la situación anterior a la Revolución francesa (1789), no solo para restablecer las fronteras nacionales trastornadas casi 20 años antes, sino también para asegurar un equilibrio de poder que evitase otra serie de conflictos armados a gran escala, como fueron las anteriores guerras revolucionarias francesas y las guerras napoleónicas.

## Metas
La reunión abarcó desde el 18 de septiembre de 1814 hasta el 9 de junio de 1815. El congreso tuvo como bases dos grandes principios: el principio monárquico de legitimidad y el principio de equilibrio de poder, siendo el principal impulsor de la reunión el príncipe Klemens von Metternich, ministro de asuntos exteriores de Austria y destacado diplomático de la época.

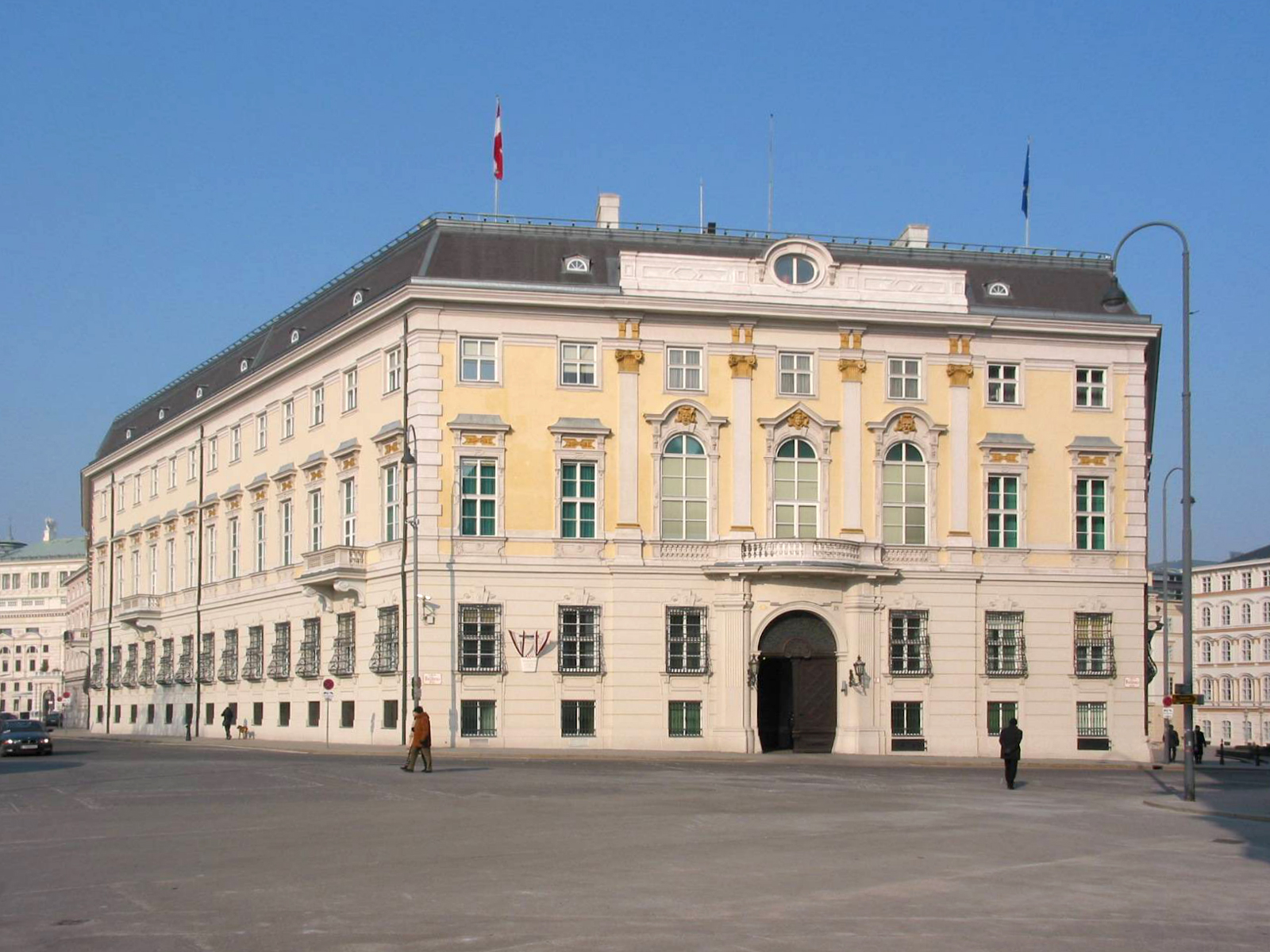
Palais am Ballhausplatz, sede de reuniones diplomáticas en el Congreso de Viena, hoy Cancillería de Austria.

Tanto Metternich como el otro gran diplomático presente, el británico vizconde de Castlereagh, comprendían la urgencia de que las potencias vencedoras de la guerra de la Sexta Coalición mantuvieran un equilibrio de poder en Europa y en paralelo previnieran que las ideas de la Revolución francesa cobraran nuevo impulso y generasen nuevas revueltas y conflictos en el continente europeo, por lo cual las decisiones del Congreso estarían marcadas por un firme conservadurismo político que favorecía la restauración inmediata de gobiernos absolutistas.
Para esto, Metternich y Castlereagh estaban decididos a invocar que los reyes europeos actuaran como "garantes personales" del equilibrio político en la "Europa de la Restauración", sofocando todo atisbo de liberalismo que amenazara a las monarquías europeas, implicando que la paz del continente solo podría lograrse mediante la mutua solidaridad de los monarcas absolutistas. Tal idea complació en particular al zar Alejandro I de Rusia, a quien Metternich confió especialmente este rol de "garante".[cita requerida]

## Actividad
El Congreso de Viena no se realizó realmente con un método de sesiones plenarias, sino como una serie de conferencias bilaterales entre diplomáticos interesados en una cuestión específica, siendo que solo en su conclusión se redactó un acta general, que ni siquiera fue suscrita por todas las delegaciones presentes. De hecho, la actividad diplomática del Congreso pocas veces se ejecutó en grandes reuniones de trabajo, sino que se desarrolló principalmente en cenas, banquetes o bailes de gala, donde los diplomáticos podían reunirse de modo informal y luego concertar reuniones en pequeños grupos para llegar a acuerdos o defender un interés concreto, el cual luego se plasmaba en pactos con otros interesados. De ahí que la incipiente opinión pública europea dijera irónicamente que «el Congreso baila, pero no marcha» debido a la importancia de tales cenas y recepciones para el Congreso.
Por otro lado, enviaron delegaciones casi todos los Estados europeos, incluyendo a la derrotada Francia, aunque el plan inicial de Metternich era que las decisiones claves del Congreso fueran tomadas solo por los delegados de Gran Bretaña, Austria, Prusia y Rusia, al ser estas las potencias que habían sostenido el esfuerzo bélico de la guerra de la Sexta Coalición, excluyendo por completo a la derrotada Francia, pero también apartando de las decisiones relevantes a los aliados antifranceses más débiles como España, Portugal, Suecia, Piamonte-Cerdeña o los pequeños reinos alemanes como Hannover y Hesse-Darmstadt. La exclusión de España significaba el reconocimiento de la pérdida de su condición de gran potencia que había tenido hasta entonces.

Europa tras el congreso, con las grandes potencias en mayúscula.

Cabe mencionar, además, al zar Alejandro I de Rusia, quien tuvo un papel clave en el Congreso y vino acompañado por sus consejeros Karl Nesselrode y el conde Andréi Razumovski con el objetivo de unificar los Estados alemanes para impedir un mayor crecimiento del Reino de Prusia e implantar un régimen constitucional en el sector ruso de Polonia uniendo esta a Rusia de modo definitivo, proyecto diseñado por el príncipe polaco Adam Jerzy Czartoryski, diplomático al servicio de Rusia. 
Estuvieron presentes también Francisco I de Habsburgo y Federico Guillermo III de Prusia (este acompañado de Hardenberg y Guillermo de Humboldt), junto con representantes del Reino Unido, primero Lord Castlereagh y después el Duque de Wellington, quien tuvo que retirarse al campo de batalla cuando Napoleón escapó de la isla de Elba mientras se estaba celebrando el congreso en 1815 durante los Cien Días. 
Metternich insistió en invitar al Congreso a antiguos aliados de Napoleón, como los reyes de Sajonia, Baviera, y Dinamarca, junto con el Reino de Nápoles, llegando inclusive delegaciones de Suiza, los Estados Pontificios y otra de Países Bajos. También hubo españoles (marqués de Labrador), portugueses (Pedro de Sousa Holstein, Conde de Palmela; António Saldanha da Gama; Joaquim Lobo da Silveira), Estados germánicos (Hannover, Baviera y Wurtemberg) y enviados de los Estados Pontificios y de San Marino. Del mismo modo llegaron a Viena delegaciones de diversos "grupos de presión" que empezaban a surgir en Europa: antiesclavistas, intelectuales judíos que pedían libertad religiosa, emigrados franceses requiriendo indemnizaciones, y hasta exgenerales napoleónicos reclamando conservar los bienes y honores otorgados por el Primer Imperio francés a cambio de jurar lealtad al nuevo régimen de Luis XVIII. Todas las delegaciones gubernamentales, ante el contexto que afrontaban, coincidieron en estar unidos y permanecer vigilantes contra los liberales, los republicanos y los ateístas.
Los diversos Estados alemanes fueron reducidos de casi trescientos sesenta a solo treinta y ocho, reunidos en la Confederación Alemana que debía presidir Austria, dando por extinto el Sacro Imperio Romano-Germánico y aceptando las mediatizaciones que habían dado más territorios a Baviera, Baden, Hesse-Darmstadt y Württemberg, fusionando minúsculos e imprácticos estados en grandes entidades administrativas. 
Igualmente, Rusia consiguió que el Congreso le reconociese su posesión sobre Finlandia (entregada por Suecia en 1809) y sobre el Zarato de Polonia que había obtenido desde la última de las Particiones de Polonia de 1795. Del mismo modo, Prusia y Austria mantuvieron su dominio sobre los sectores de territorio polaco del que se habían apoderado en las Particiones, aunque instaurando la República de Cracovia como ciudad-estado independiente bajo protección de Austria.
El Reino de Prusia obtuvo que se le reconociese su dominio sobre las regiones de Westfalia y Renania, que tropas francesas habían ocupado intermitentemente desde 1792, así como asegurar su dominio sobre los sectores de Polonia que había obtenido desde las particiones de 1772 y sobre territorios de la antigua Confederación del Rin, impuesta por la Francia napoleónica. Logró además anexionarse gran parte del reino de Sajonia, que quedó reducido a poco más de la mitad de su antigua extensión.
Por su parte Austria recuperó todo el Tirol, logró que se le otorgase posesión efectiva sobre el Véneto y la Lombardía al norte de Italia, además de restablecer a monarcas de la casa de Habsburgo en los estados italianos de Toscana y Módena, lo cual la tornaba de facto en el mayor poder político de la península itálica; Austria también recuperó las Provincias Ilirias y Ragusa en la costa dálmata, pero debió ceder los Países Bajos Austríacos al reino de Holanda.

### España y Portugal en el Congreso de Viena
Pedro Gómez Labrador representó al rey español Fernando VII en los tratados de Congreso de Viena, pero su poca habilidad diplomática lo enfrentó rápidamente con la delegación de la derrotada Francia (apartada de las negociaciones relevantes al igual que España), siendo que la debilidad española impedía a Gómez Labrador ofrecer algún apoyo relevante a Gran Bretaña o Austria para que se consideraran sus intereses. La austeridad de la delegación española le impedía participar también de las cenas y banquetes que eran corrientes en el Congreso como eventos que permitían entrevistas diplomáticas de alto nivel. 
Para colmo, Gómez Labrador pedía a las potencias europeas el apoyo para recuperar Luisiana (cedida por España a Francia, y luego vendida por Francia a Estados Unidos en 1803), el reconocimiento de sus derechos soberanos sobre las colonias de América que estaban en plenas guerras para obtener su independencia, al punto que el Virreinato del Río de la Plata era un territorio autónomo de facto desde 1810. España solicitaba además ayuda bélica de estas potencias -con tropas y armamento- para luchar en contra de los rebeldes alzados desde México hasta la Patagonia. Tales planes fueron descartados por los líderes de la Sexta Coalición al considerarlos muy poco realistas para la débil España y que imponían a las grandes potencias unos elevados costos a cambio de escasos beneficios prácticos, además que Gran Bretaña -cuyos comerciantes lograban grandes ventajas gracias a los "problemas españoles" en América- rehusaba apoyar tales proyectos. Ante esta situación, el jefe de la delegación francesa, Charles Maurice de Talleyrand, consideró "un completo inepto" a Gómez Labrador.
Incluso en Italia, el apoyo garantizado por el rey Fernando VII a las aspiraciones de su hermana María Luisa, antigua reina de Etruria, para que los Borbones de Parma fueran restituidos a su ducado epónimo, fue en vano. Por el contrario, el Ducado de Parma y Plasencia fue concedido a la antigua emperatriz de los franceses, María Luisa de Austria, mientras que los Borbones de Parma fueron mal compensados con el establecimiento del Ducado más pequeño de Lucca, que la Infanta María Luisa rechazó con desdén. Fernando VII se negó entonces a firmar el Acta Final del Congreso hasta la firma del tratado accesorio de París de 1817: con él se reconocía el derecho de reversión a los Borbones de Parma sobre su ducado epónimo a la muerte de María Luisa de Austria, fecha a partir de la cual también habría surtido efecto el derecho de reversión sobre el ducado de Lucca ya reconocido a los Habsburgo de Toscana.
A diferencia de la española, la delegación de Portugal limitó sus peticiones a que las grandes potencias reconociesen los derechos lusitanos sobre Brasil (que sí estaba bajo dominio efectivo de Portugal) y admitiesen la creación del Reino Unido de Portugal, Brasil y Algarve, en tanto el propio rey Juan VI aún residía con su corte y funcionarios en Río de Janeiro desde donde gobernaba Portugal y su imperio (de hecho, Juan VI no volvería a la metrópoli hasta 1821). Tal propuesta no implicaba compromiso alguno para Austria, Prusia y Rusia, y fue defendida por Gran Bretaña, que en la práctica dominaba el comercio exterior portugués.

### Francia en el Congreso de Viena

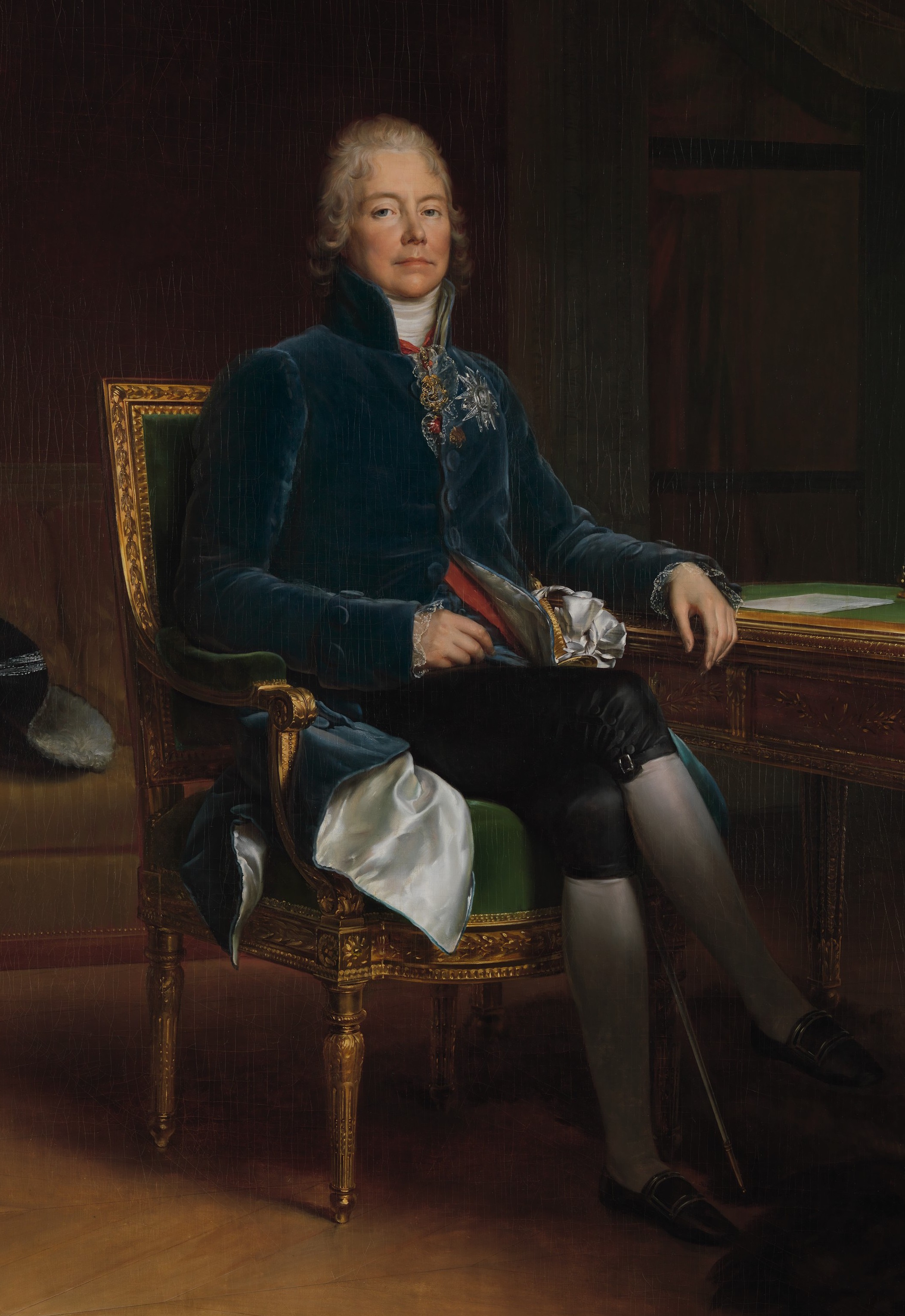
Charles-Maurice de Talleyrand-Périgord, diplomático francés.

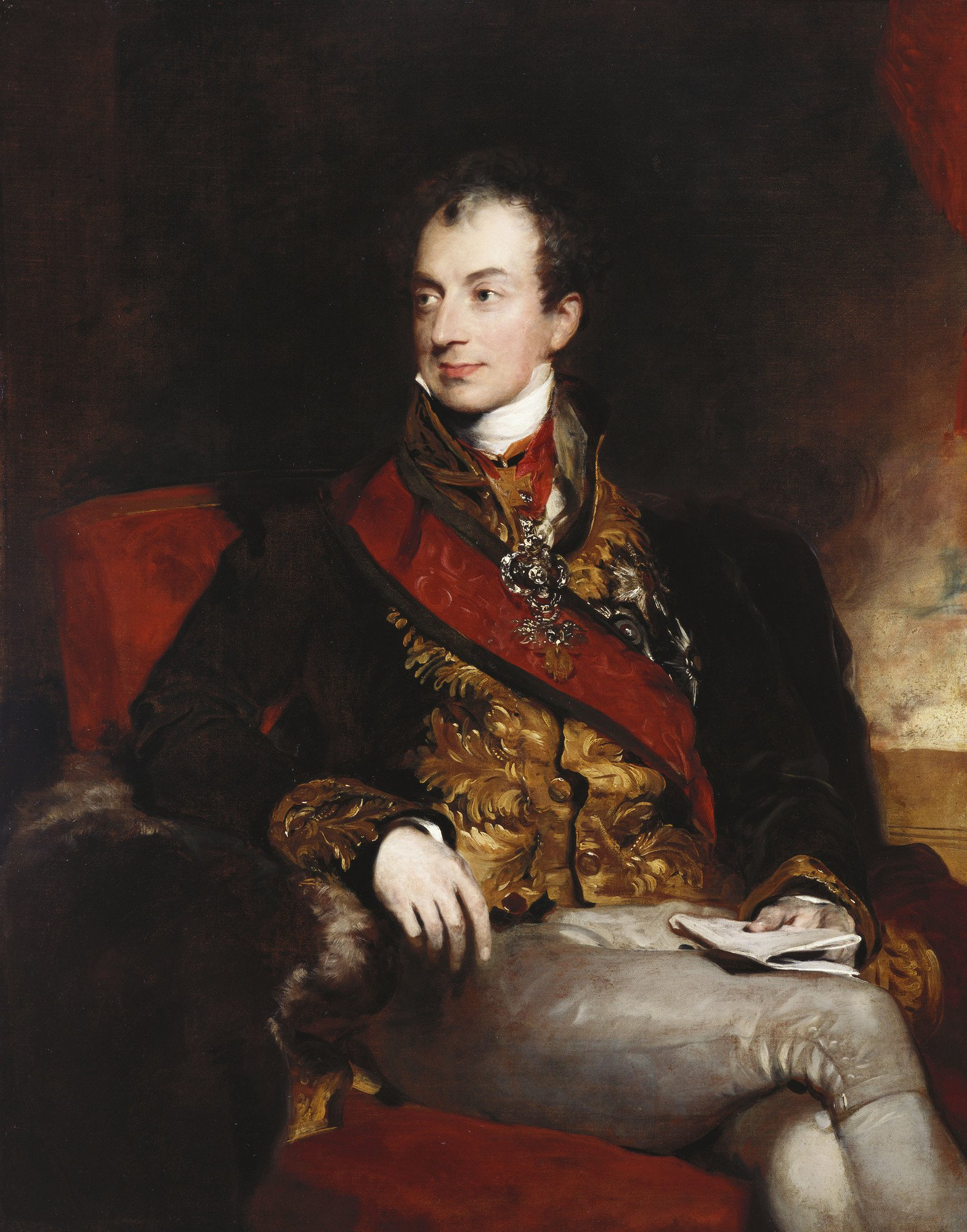
El príncipe von Metternich, diplomático austriaco.

Un caso especial fue la participación del diplomático francés Charles Maurice de Talleyrand, quien tras haber servido como ministro de asuntos extranjeros de Napoleón Bonaparte fue llamado de nuevo por el régimen de Luis XVIII de Francia para acudir al Congreso debido a su gran talento diplomático. En efecto, si bien Metternich y Castlereagh habían planeado excluir a Francia de toda decisión trascendente, Talleyrand logró conocer el temor de Austria y Gran Bretaña a un excesivo engrandecimiento de Rusia tras anexarse Finlandia y Polonia y pretender las zonas de Poznań y Cracovia que estaban bajo ocupación prusiana y austriaca respectivamente. Al mismo tiempo el Reino de Prusia pretendía anexionarse todo el Reino de Sajonia como premio a su esfuerzo bélico, por lo cual los planes de rusos y prusianos coincidían y se enfrentaban al equilibrio buscado por británicos y austríacos. 
Precisamente Talleyrand logró que Metternich y Castlereagh le admitieran en el consejo de «grandes potencias» para mostrar que, aunque vencida, Francia aún poseía potencial económico y poblacional —y, finalmente, potencial militar— para que se la tuviese en cuenta; Talleyrand mostró que Francia podía unirse a Austria y Gran Bretaña para evitar una estrecha alianza ruso-prusiana basada en las ambiciones territoriales de ambos Estados, aprovechando así las tensiones mutuas entre los vencedores para beneficio de su país. Así, Talleyrand propuso una solución intermedia: que se creara la «Polonia del Congreso» como reino cuyo soberano sería el zar ruso, pero dotado de una Administración nativa, reduciendo la mala impresión austro-británica pero de todos modos recompensando a Rusia. En paralelo, Prusia obtendría el 40 % más rico y próspero del territorio de Sajonia, que seguiría siendo un Estado independiente, pero muy disminuido como potencia.
Esta propuesta permitió a Talleyrand que, a cambio del apoyo francés a Metternich y Castlereagh, se incluyese al reconstituido Reino de Francia en el grupo de «grandes potencias»; una vez logrado esto, pudo negociar la retirada de suelo francés de los aliados de la guerra de la Sexta Coalición, la conservación de algunos territorios conquistados por tropas francesas al este del río Rin en 1792 y, sobre todo, evitar pagar reparaciones de guerra y devolver tesoros artísticos saqueados por soldados franceses en Alemania o España, lo cual resultaba un notable éxito para la delegación francesa considerando que Francia estaba del todo vencida y ocupada por tropas de la Sexta Coalición.
La huida de Napoleón Bonaparte de la isla de Elba (el 26 de febrero de 1815) causó alarma en el Congreso, pero no detuvo su trámite, siendo que para entonces la delegación de Talleyrand había logrado casi todos sus objetivos, mientras que el depuesto Luis XVIII marchaba a un exilio temporal pero mantenía una delegación en Viena. Los cambios territoriales y las alianzas de Gran Bretaña, Prusia, Austria y Rusia se plasmaron en un «Acta Final», suscrita el 9 de junio de 1815, seis días antes de la derrota de Napoleón en la batalla de Waterloo. 
Después de la última campaña contra Bonaparte y el exilio definitivo de este a la isla Santa Elena, las grandes potencias impusieron a Francia un nuevo tratado en noviembre de 1815, que estableció el pago de indemnizaciones por valor de setecientos millones de francos a abonar en cinco años, fijó guarniciones de la «Séptima Coalición» en todo el norte y este del territorio francés, e impuso a Francia las mismas fronteras que en 1789, dejando sin efecto todos los previos acuerdos pactados con Talleyrand y que favorecían los intereses franceses.

## Consecuencias del Congreso de Viena
| Estados independientes tras el Congreso de Viena | Estados independientes tras el Congreso de Viena |
| País                                             | Capital                                          |
| ------------------------------------------------ | ------------------------------------------------ |
| Imperio austríaco                                | Viena                                            |
| Reino de Baviera                                 | Múnich                                           |
| Reino de Cerdeña                                 | Turín                                            |
| República de Cracovia                            | Cracovia                                         |
| Reino de las Dos Sicilias                        | Nápoles                                          |
| Reino de España                                  | Madrid                                           |
| Estados Pontificios                              | Roma                                             |
| Reino de Francia                                 | París                                            |
| Reino de Hannover                                | Hannover                                         |
| Imperio otomano                                  | Constantinopla                                   |
| Reino Unido de los Países Bajos                  | Ámsterdam                                        |
| Reino de Portugal                                | Lisboa                                           |
| Reino de Prusia                                  | Berlín                                           |
| Reino Unido de Gran Bretaña e Irlanda            | Londres                                          |
| Reino de Dinamarca                               | Copenhague                                       |
| Imperio ruso                                     | San Petersburgo                                  |
| San Marino                                       | Ciudad de San Marino                             |
| Reino de Suecia                                  | Estocolmo                                        |
| Confederación Suiza                              | Berna                                            |

- Rusia se anexiona la mayor parte de Polonia que bajo el nombre de Polonia del Congreso forma un reino cuyo soberano es el zar ruso, también se anexa el Ducado de Finlandia y la región de Besarabia.
- Austria recupera sus posesiones en los Balcanes, así como el Tirol y  Lombardía. Del mismo modo, adquiere el Véneto y Dalmacia (la antigua República de Venecia no reconstituida) y además obtiene para príncipes de las distintas ramas de la Casa de Habsburgo-Lorena el Gran Ducado de Toscana, los ducados de Parma, de Módena, de Massa y, en el futuro, también el de Lucca, y con ello se torna en el árbitro político de Italia.
- Austria, sin embargo, pierde los Países Bajos Austríacos (la actual Bélgica y Luxemburgo) que queda unida a los Países Bajos, formando el Reino Unido de los Países Bajos.
- Se admite la independencia de los Estados Pontificios con sus fronteras de 1776 restablecidas, a excepción de Aviñón y el Condado Venaissin que son anexados por Francia.
- El Reino de Nápoles vuelve a estar unido a Sicilia en el Reino de las Dos Sicilias bajo la Casa de Borbón.
- El Reino de Cerdeña subsiste bajo gobierno de la Casa de Saboya, como único estado italiano bajo una monarquía "nacional", y se anexiona Liguria, el territorio de lo que había sido desde 1005 a 1797 la República de Génova y Noli.
- Francia pierde todas sus conquistas de la época napoleónica y vuelve a sus fronteras de 1792, con la incorporación, sin embargo, de Aviñón y del Condado Venaissin que anteriormente pertenecían al Papa.
- El Reino Unido se queda con la estratégica isla de Malta, Ceilán (la actual Sri Lanka), la Colonia del Cabo, la isla de Mauricio y Heligoland, lo que le garantiza el control de las rutas marítimas en el Atlántico, el Mediterráneo y el Índico, aunque el Congreso no tuvo efecto en su política y economía constitucional.
- El Imperio otomano mantiene el control de los pueblos cristianos de los Balcanes, pese a no ser invitado al Congreso.
- El reino de Dinamarca pierde Noruega en castigo por su apoyo a la Francia napoleónica, y el territorio noruego es anexionado a Suecia formando la unión sueco-noruega que existirá hasta 1905. En compensación obtiene el Ducado de Sajonia-Lauenburgo.
- Prusia se queda con partes de Sajonia, Westfalia, Renania, Polonia, la Pomerania Sueca y con la mayor parte de territorios de la antigua Confederación del Rin creada por Napoleón I.
- Los principados alemanes forman la Confederación Alemana de 39 estados; Prusia y Austria participan en esta Confederación tras disolverse el Sacro Imperio Romano-Germánico en 1806.
- España y Portugal no son recompensados con ganancias territoriales, pero son restauradas sus antiguas dinastías. Portugal consigue que se reconozca su dominio sobre Brasil creando el Reino Unido de Portugal, Brasil y Algarve. España no logra apoyo alguno para reconquistar sus territorios perdidos en América.  En 1815 Fernando VII organiza unilateralmente una expedición para la Reconquista de la Nueva Granada y pacificación de las colonias americanas al mando del general Pablo Morillo.
- Portugal. Al cierre del Congreso de Viena, en virtud del artículo 105 del Acta final, se reconoció el derecho portugués en el territorio de Olivenza. A pesar de su resistencia inicial a esta disposición, España finalmente ratifica el tratado posterior el 7 de mayo de 1817; sin embargo no se ha cumplido con esta disposición ni devuelto el oliventino territorio a Portugal.[cita requerida]
- San Marino consigue que su independencia sea reconocida por todos los estados europeos.
- Suiza obtiene Ginebra y el Cantón del Valais. Consigue que el resto de países admita su neutralidad.

Los acuerdos tuvieron vigencia en los territorios de Europa Central y del Este hasta el final de la Primera Guerra Mundial; sin embargo, la paz se consiguió mediante el establecimiento del absolutismo, el cual los demás estados europeos se comprometían a defender contra enemigos "internos o externos" y dio lugar a la formación de la Santa Alianza entre Rusia, Austria y Prusia como pacto entre los respectivos monarcas para combatir el Liberalismo heredado de la Revolución francesa y que consideraban "factor de desorden y perturbador de la paz". Al final, el emperador de Austria Francisco I, declaró que la nueva Europa era la Europa de la Restauración y postuló además que estos pactos de Viena debían ser "eternos" para así asegurar la paz europea. 
Pese a las medidas que se concertaron para mantener a raya a los enemigos del Antiguo Régimen, no se pudo evitar con el paso de los años la difusión de las ideas liberales y socialistas en diversos países, las que provocaron las revoluciones de 1820, 1830 y sobre todo las de 1848, las cuales alteraron gravemente el "concierto absolutista permanente" que se pretendía crear en el Congreso de Viena. Aun así, el Congreso logró formar un auténtico "equilibrio de poder", cierto que imperfecto, pero que todas las grandes potencias tenían intereses comunes para preservarlo y que al menos evitó grandes guerras en Europa hasta la Primera Guerra Mundial.
Se puede considerar al Congreso de Viena un precedente de organizaciones internacionales como la Unión Europea o la ONU.